# Rea Stark
Rea Stark (* 11 de junho de 1983, St. Gallen) é um Designer Suíço de ascendência croata.

## Vida e trabalho
Stark formou-se na Schule für Gestaltung GBS em St. Gallen. Ele fundou a sua própria empresa de design e trabalhou em projetos como designer industrial para empresas como a Sony, a LG, a Canon e a Nespresso, entre outros.  Em conjunto com Anton Piëch, filho do ex-membro do conselho supervisor da VW, Ferdinand Piëch, Stark fundou a Piëch Automotive em Zurique em 2016.
Em 2020, Stark fundou o Quantum Group, com o qual fez uma oferta de 11,5 mil milhões de USD à VW pela marca Lamborghini, [2] o que levou a uma cobertura mundial.
A venda foi rejeitada até agora pelo Grupo VW (em junho de 2021).
No fim de 2020, Stark deixou o cargo de Co-CEO da Piëch Automotive e, segundo as suas próprias declarações, retirou-se do negócio operacional da empresa, mas continua a ser o responsável pela área de criação como Chief Design Officer.
Stark mora em Zurique.

## Condecorações (seleção)
2020: German Design Award
2019: Design Preis Schweiz